# Demônio Ceifador

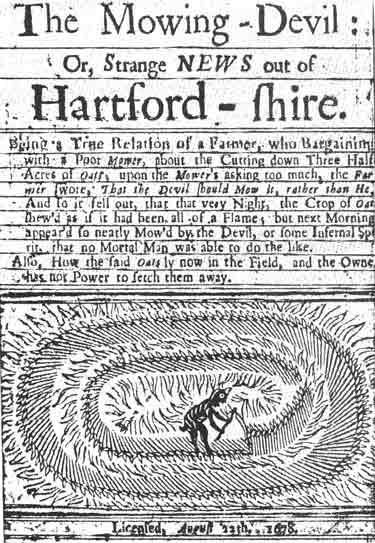
Gravura de um jornal de 1678

O Demônio Ceifador é uma criatura de existência não provada que supostamente seria responsável pelos estranhos círculos que freqüentemente aparecem nas plantações inglesas. Os círculos feitos pelo Demônio Ceifador teriam perfeição milimétrica. 

## Primeira aparição
A primeira menção ao Demônio Ceifador foi feita por um jornal tablóide inglês em 1678. A matéria foi publicada com o título de DEMÔNIO CEIFADOR: ou NOTÍCIAS ESTRANHAS DE HARTFORD-SHIRE.
A matéria descrevia um rico fazendeiro e um pobre lavrador. O fazendeiro desejava contratar o pobre lavrador para que cortasse sua plantação de aveia. O lavrador ofereceu um preço pelos seus serviços que o fazendeiro considerou muito alto. O fazendeiro ofereceu uma quantia muito baixa para o lavrador. O lavrador aceitou para não perder futuras contratações por parte do fazendeiro. No entanto, o fazendeiro recusou os serviços e falou que o Demônio Ceifador cortaria os pés de aveia. 
Durante a noite, o campo de aveia do fazendeiro foi visto por várias pessoas em chamas. O fazendeiro surpreso desconfiou do lavrador. Mas na manhã seguinte quando foi observar os pés de aveia, eles estavam perfeitamente cortados. O Demônio Ceifador quis provavelmente exibir sua habilidade.